# Салават Юлаев
Салава́т Юла́ев (баш. Салауат Юлаев, Салауат Юлай улы; 1754, Текеево, Шайтан-Кудеевская волость, Оренбургская губерния — 26 сентября (8 октября) 1800, Балтийский Порт, Эстляндская губерния) — башкирский национальный герой (батыр) и поэт-сказитель (сэсэн). Участник Крестьянской войны 1773—1775 годов, сподвижник Емельяна Пугачёва.

## Биография

### Происхождение
Салават Юлаев родился в 1754 году в деревне Текеево Шайтан-Кудеевской волости Уфимской провинции Оренбургской губернии (ныне Салаватский район Башкортостана). Деревня Текеево до наших дней не сохранилась. В ходе подавления восстания Пугачёва её, как и многие другие деревни, население которых участвовало в восстании, сожгли регулярные части армии Российской империи.
Салават Юлаев происходил из потомственных тархан рода Шайтан-Кудей, в каждом поколении которого были тарханы, муллы, абызы, батыры. Его отец — волостной старшина Шайтан-Кудейской волости Сибирской даруги Юлай Азналин служил в Российской императорской армии: он регулярно участвовал в стычках с калмыцкими дорожными разбойниками, а также в 1772 году принимал участие в кампании против польских конфедератов в составе трёхтысячного отряда башкирской конницы, направленного в Польшу в помощь основным силам Русской армии под командованием А. В. Суворова. Храбрость, проявленная Юлаем Азналиным в сражениях против Барской конфедерации, была отмечена воинскими наградами, ему также были дарованы земли и деревни в Оренбургской губернии.

### Накануне войны
В 1768 году Оренбургский губернатор князь А. А. Путятин назначил Юлая Азналина волостным старшиной башкирской команды Шайтан-Кудейской волости Сибирской даруги Уфимской провинции. В ходе развития Оренбургской губернии началось активное строительство заводских производств и фабрик, что вызвало недовольство крестьян, не желавших покидать уже обжитые земли. В 1773 году Юлай вступил в судебные тяжбы с купцом Я. Б. Твердышевым, пожалованным в коллежские асессоры. Я. Б. Твердышев получил от губернской администрации землю под Симский завод, а также деревни, часть из которых ранее была жалована старшине Юлаю Азналину. Добиться в судебном порядке возвращения жалованных земель, изъятых и отданных братьям Твердышевым под Симский завод с нарушением юридических процедур, Юлаю не удалось.
11 ноября 1773 года Юлай Азналин и его 19-летний сын Салават в составе Стерлитамакского иррегулярного башкирско-мишарского корпуса перешли с оружием на сторону повстанцев и встали под знамёна мятежного казака Емельяна Пугачёва, провозгласившего себя императором Петром III. Член канцелярии правления заводов Урала М. И. Башмаков указывал, что башкиры знали о самозванстве Пугачёва, но пошли за ним «не для него, а для освобождения своих земель и свободы».

### Крестьянская война
Когда Салават Юлаев вместе с отцом в Бердской крепости предстал перед Пугачёвым, ему было 19 лет. С этого дня и до ареста, 25 ноября 1774 года (всего 1 год и 15 дней) он находился в центре событий Крестьянской войны. Сохранившиеся документы свидетельствуют о личном участии Салавата Юлаева в более чем двадцати сражениях. Благодаря отцу, Салават был хорошо знаком с военным делом, он также отличался грамотностью: с юности писал на языке тюрки, также хорошо владел русским языком, мог работать с письменными донесениями Русской армии и не испытывал трудностей в командовании разнородными повстанческими отрядами. Отличился тем, что взял Симский и Катавский заводы, вернув, таким образом, на короткое время земли отца, он осаждал Челябинскую крепость, участвовал в осаде Оренбурга, сжёг Красноуфимскую крепость и захватил её оружейные запасы и казну. За год с небольшим Салават участвовал в 28 столкновениях с регулярными частями русской армии, 11 из них он провёл самостоятельно, остальные в составе Главного войска Емельяна Пугачёва. Не все 11 самостоятельных сражений с регулярными войсками завершались для Салавата победой, были и поражения, но, в отличие от большинства мятежных предводителей Крестьянской войны, Салавату около года удавалось не допустить полного разгрома своих войск. Ему многократно удавалось ускользать от столкновений с основными силами Царской армии и в кратчайшие сроки восстанавливать силы, с тем чтобы участвовать в новых сражениях.
В конце ноября 1773 года Пугачёв отправил Салавата на территорию Сибирской дороги, население которой пока ещё лишь в незначительной степени принимало участие в восстании. Сразу же по прибытии на территорию в декабре 1773 года, Салават Юлаев стал энергично привлекать население к участию в восстании посредством рассылки манифестов, воззваний. Вторую половину декабря 1773 и начало января 1774 года Салават Юлаев посвятил сбору и формированию большого отряда, с которым он и начал действовать на Сибирской дороге. К этому же времени относится захват отрядом под предводительством Салавата Юлаева волостного центра села Сарапул.
Салават Юлаев руководил восстанием в Башкирии до ноября 1774 года. 18 января 1774 года со своим отрядом он присоединяется к отряду Канзафара Усаева, полковника армии Емельяна Пугачёва, и они совместными усилиями штурмуют город Кунгур. 3 июня 1774 года Пугачёв присваивает Канзафару Усаеву и Салавату Юлаеву чин бригадиров.
В конце марта — начале апреля 1774 года царским войскам удалось нанести серьёзное поражение основным повстанческим силам под Оренбургом, Уфой, Мензелинском, Кунгуром, Красноуфимском и Челябинском. После поражений, которые нанёс И. И. Михельсон, и пленения Пугачёва, несмотря на неоднократные требования прекратить сопротивление и сдаться, Салават продолжил восстание на территории Башкирии.
В середине сентября 1774 года из Уфы к Елдякской крепости был направлен сводный отряд подполковника И. К. Рылеева. Рылеев дважды сталкивался с отрядами Салавата Юлаева — в боях 18 сентября у деревни Тимошкиной и 22 сентября у деревни Норкиной. В донесении о столкновениях с Салаватом, сохранившемся в Российском государственном военно-историческом архиве, Рылеев писал: «Будучи ж в марше, повстречался со злодеем башкирцом Салаваткою, у которого было злодейской толпы до трёх тысяч человек, и имел с ними прежестокое сражение. Но храбрыми ея величества воинами все были обращены в бег, и несколько сот человек в преследовании побито, и едва сам злодей Салаватка мог спастись. Оставивши свою лошадь, бежал в болото. С нашей же стороны вреда никакого не было». По мнению башкирского историка Н. М. Кулбахтина, отступление Салавата в битве с Рылеевым 18 сентября следует рассматривать не как заслугу Рылеева, а как тактический приём, применявшийся Салаватом в некоторых сражениях для изматывания противника — быстрое нападение и быстрое отступление, приём, характерный для партизанской войны. Внезапная атака Салавата вызвала смятение в рядах Рылеева, в своём донесении в Уфимскую канцелярию Рылеев отмечал: «Дерзкой их [повстанцев] прожект столь был зделан с их злодейскими мыслями против вверенных мне войск вреден, которых я от такого вероломного народа никак не воображал, однако ныне видел в настоящем деле». В битве 22 сентября отряд Салавата впервые за время войны понёс крупные потери — около 400 человек. Однако, учитывая общую численность отряда в 3 000 человек на тот момент, основные силы Салавату удалось сохранить. Не исключено, что военачальники регулярной армии преувеличивали результаты своих побед или вовсе выдавали поражения за победы, поскольку зафиксированы расхождения в описаниях результатов сражений со стороны руководителей повстанцев и регулярных войск. Столкновения с Рылеевым относятся к заключительному этапу войны, а сражение 22 сентября являлось предпоследней для Салавата битвой.
18 октября 1774 года, после разгрома основных сил Салавата Юлаева, генерал-аншеф Пётр Панин обратился к башкирскому народу с требованием прекратить сопротивление и выдать ему пугачёвского бригадира, в противном случае угрожая жестокой расправой: «И тогда ж весь тот башкирский народ, который сему не повинуется, мужеский пол до самых младенцев будет растерзан лютейшими смертями, жены, дети и земли их все без изъятия розданы в рабство». 27 октября с требованием сдачи лично к Салавату от имени Екатерины II обратился генерал-майор Павел Потёмкин: «С крайним прискорбием извещаюсь я, что ты до сего времени в злобе и ослеплении погружаешься, будучи уловлен прельщением известнаго всем злодея, изменника и самозванца Пугачёва, которой ныне со всеми главными его сообщниками пойман и содержится в тяшких оковах и примет скоро мучительную за все злодейства казнь. Чрез рассеянныя манифесты известно тебе, колико ея императорское величество, всемилостивейшая государыня, о заблуждении тебе подобных сожалеет, и с каким милосердием приемлет возвращение таковых к должности своей и повиновению богом поставленной ея власти. Ты видел уже тому довольные опыты. <…> Будучи уполномочен всемилостивейшею ея величества поверенностию, уверяю тебя, что получишь тотчас прощение. Но если укоснеешь ещё за сим вещанием, то никакой уже пощады не ожидай». Предложение правительства Салават отверг.
25 ноября 1774 года команда поручика В. Лесковского из корпуса генерала Ф. Ю. фон Фреймана, подкреплённая конными отрядами мишарских старшин Муксина и Зямгура Абдусалямовых, настигла в горах Каратау Салавата Юлаева с группой оставшихся с ним соратников и после короткой стычки взяла их живыми в плен. В это же время Юлай Азналин принёс повинную коллежскому советнику И. Л. Тимашеву и был взят под стражу.
Ещё до его ареста жёны и дети Салавата Юлаева были схвачены и привезены в Уфу в качестве заложников. Одна жена с сыном находилась под караулом у городского коменданта полковника С. С. Мясоедова. Второго сына взял генерал Ф. Ю. фон Фрейман. Салават Юлаев протестовал против незаконного ареста семьи: «Такого ж указа, чтоб от лишённых жизни семейства отбирать, действительно нет». В связи с этим он просил родственников и друзей обратиться с ходатайством об освобождении жён и детей в губернскую канцелярию, а если и это не поможет, то и в Сенат, «чтоб государевые рабы у подчинённых во услужении не были».
После пленения корпусом Ф. Ю. фон Фреймана, началось длительное следствие в Уфе, Казани, Москве, Оренбурге и снова в Уфе. По приговору от 15 июля 1775 года Салават Юлаев вместе с отцом Юлаем Азналиным был подвергнут наказанию кнутом и клеймению, как «тягчайший государственный преступник».

### Каторга
Ты далёко, отчизна моя! 

Я бы вернулся в родные края, 

В кандалах я, башкиры! 

Мне пути заметают снега, 

Но весною растают снега, 

Я не умер, башкиры!
2 октября 1775 года скованные по рукам и ногам Салават Юлаев и его отец на двух подводах под охраной отправлены на вечную каторгу в балтийскую крепость Рогервик (ныне город Палдиски в Эстонии). Обоз с каторжниками миновал Мензелинск, Казань, Нижний Новгород, Москву, 14 ноября достиг Твери. Затем были Новгород, Псков, Ревель, и 29 ноября они добрались до самого Рогервика.
Балтийский порт, он же Рогервик, был основан Петром I. Однако к тому времени, когда в Рогервике оказались участники башкирского восстания, крепость была практически заброшена. Там оставались только небольшой гарнизон и малое количество арестантов. Салават и Юлай встретили здесь своих соратников по борьбе: пугачёвского полковника Илью Аристова, полковника Канзафара Усаева и других. Здесь Салават Юлаев и его отец провели остаток своей жизни.

Последнее документальное упоминание о Салавате Юлаеве датируется 1800 годом. До этого времени он пробыл в неволе 25 лет:
«В Эстляндское губернское правление от находящегося при Балтийской инвалидной команды майора Дитмара. Находящиеся в моем ведении каторжные невольники 12-ти человек, которые и состоят благополучно. Против прежде поданной таковой же ведомости убыло: Сего месяца 26-го числа помре каторжный неволник Салават Юлаев, о чём сим донесть честь имею».
Салават Юлаев умер 26 сентября (8 октября) 1800 года.

## Внешность
По народным описаниям «Салават был не очень высокого, а среднего роста… Лицо у него было смуглое. Глаза у Салавата Юлаева были большие, чёрные, брови — чёрные, борода у висков (то есть бакенбарды) была узенькая». Народные рассказы, касающиеся портретной характеристики, нередко совпадают с единственными документальными сведениями о внешности батыра, где говорится: «Салават Юлаев, двух аршин четырёх вершков с половиной, волосом чёрен, глаза чёрные».

## Семья
По разным источникам, у Салавата Юлаева были или один, или два сына, один умер или был убит в возрасте 16 лет, судьба другого неизвестна. Также у него был брат Сулейман, имевший многочисленное потомство, живущее до настоящего времени.

## Творчество
Я гляжу на цепи гор в нашем благостном краю, 

И, вбирая их простор, Божью милость познаю.  

Песней небо раскололось, соловей поёт в долу,  

Как азан звенит твой голос, Богу вознося хвалу!  

Не зовёт ли на молитву верных мусульман?  

Провожает меня в битву мой Урал — родимый стан!
Салават Юлаев был известен в народе и как поэт-импровизатор. Салават пел в своих песнях о родных уральских просторах, о народе и его древних обычаях, о священной вере предков. Любовь к песне, к коню и отвага воина во все времена составляли неразделимую суть башкирского воина. Идеал башкирского народа тех веков — воин-певец.
Песни и стихи Салавата Юлаева в подлинниках не сохранились. Его личная подпись сохранилась на Пугачёвском манифесте и на нескольких подлинных документах из его походной канцелярии. О Салавате Юлаеве как башкирском поэте и борце за свободу своего народа сохранилось много легенд, и трудно установить подлинность авторства песен, приписываемых Салавату, и грань, отделяющую их от устной башкирской народной поэзии.
Поэзия Салавата Юлаева — одно из редких проявлений дореволюционной башкирской литературы. Память о Салавате как герое и певце-импровизаторе сохранилась среди башкир до настоящего времени; с его именем связано несколько песен, некоторые из них приписываются самому Салавату. Его стихи призывали народ к борьбе с угнетателями («Битва», «Стрела», «Юноше-воину»), воспевали красоту родного края («Родная страна», «Уралым», «Соловей»), любовь («Зюлейха»).

«Салават Юлаев — национальный герой башкирского народа». Рисунок Вакиля Шайхетдинова

## Образ Салавата в народном творчестве

### В башкирском фольклоре
Произведения башкирского фольклора о Салавате Юлаеве составляют обширный пласт в народном историческом творчестве. Предания существуют как в поэтической, так и прозаической форме. Образцами кубаиров и баитов, посвящённых Салавату, являются «Салават-батыр», «Гибель семьи Салавата», «Речь Салавата» и множество других. В народном творчестве образ Салавата перекликается с образом Урал-батыра — легендарного персонажа башкирского эпоса.
Несмотря на попытки царского правительства в официальных документах представить Салавата и его сподвижников в качестве злодеев, в народном творчестве участники восстания представлены как борцы за справедливость и защитники угнетённых. Правительство предпринимало усилия для борьбы с народной памятью о Салавате — сэсэны, упоминавшие имя Салавата, подвергались гонениям и наказаниям. Репрессивные меры в отношении сказителей и певцов, прославлявших Салавата, применялись вплоть до начала XX века.
Первый перевод одной из песен о Салавате Юлаеве на русский язык принадлежит писателю и фольклористу Петру Кудряшёву, интересовавшемуся личностью Салавата и впоследствии ставшего декабристом. Русский композитор Александр Алябьев, также имевший близость к кругу декабристов, написал музыку на слова песни о Салавате в переводе Кудряшёва, находясь в ссылке в Оренбурге. Систематическое собирание преданий устно-поэтического народного творчества о Салавате Юлаеве началось лишь после 1917 года. Наиболее значительные образцы переведены на английский, турецкий и другие языки.
Народные произведения не лишены творческого домысла, который выражается в наделении Салавата чертами эпического героя. Вместе с тем, повстанческая деятельность освещается в соответствии с реальными событиями, в частности внимание уделяется причинам восстания и бедственному положению башкирского народа накануне войны. В качестве примера можно рассмотреть фрагмент кубаира «Юлай и Салават» (перевод с башкирского):
Когда, прибрав к рукам своим

Разных чинуш и биев, заводчики стали

Скупать земли у людей,

В безмерной жадности своей,

Расширяли заводы свои,

Задумались люди простые:

Если так плохи наши дела,

Грабится всюду наша земля,

Можно ль и дальше чего-то ждать?

Всем миром к Юлаю пойдём, —

Будем вместе совет держать.
Ряд преданий по своему характеру могут быть фантасмагоричными. Так, в легенде «Почему в горах хрусталя много?» говорится «когда Салавата Юлаева поймали и сослали на каторгу, вся Башкирия плакала. Люди плакали целыми семьями и аулами. Их слёзы уходили под землю и превращались в хрусталь». Несмотря на наличие сюрреалистического сюжета, легенда явно имеет под собой реальную основу в виде народной скорби по утрате своего героя и защитника.
В целом для народных преданий присущи мотивы национально-освободительного характера повстанческого движения, его антикрепостническая сущность, отражена роль народных масс, описаны трагические события, прославлены личностные качества Салавата, также характерно наличие оптимистических мотивов и призывов башкир к единению народа.

### В русском фольклоре
Помимо башкирского фольклора образ Салавата также фигурирует и в русском фольклоре. Одним из примеров является народная песня, в которой отражена радость жителей города Кунгур от победы Салавата Юлаева над правительственными войсками:
Хороводами играли,

Пели песенки, плясали,

Салавату ручку жали

И круг города гуляли.
Известно о двух версиях этой песни. Подробнее об образе Салавата в русском фольклоре писал Виктор Сидоров. В его работе 2004 года «Слово о Салавате» содержится следующий текст: «Русские крестьяне и работные люди видели в нём избавителя народа от гнёта помещиков и заводчиков. В бытующих русских преданиях и песнях о Салавате прославляются его боевые подвиги, показывается любовь русского народа к бесстрашному батыру. Крепостные Усть-Катавского завода с хлебом и солью встречали Салавата и его джигитов. Многие усть-катавцы вступили в его отряд».

## Оценки
После подавления восстания в России наблюдалось усиление цензуры. Цензура была подведомственной Санкт-Петербургской академии наук, а затем Министерству народного просвещения. Согласно подписанному Екатериной II манифесту от 17 марта 1775 года восстание и его участники должны быть «преданы вечному забвению и глубокому молчанию». Однако, ещё до принятия манифеста в печати подавлялись упоминания о сотрясавшем страну восстании, отсутствовали статьи в газетах того времени. «Санкт-Петербургские ведомости» не напечатали ни одной заметки о происходившей в стране междоусобной войне. По мнению доктора филологических наук Мираса Идельбаева, из-за действовавшей в стране цензуры и возможности наказания учёные царской эпохи боялись писать о событиях времён Крестьянской войны.
Российские учёные и очевидцы событий публиковали свои работы в основном в иностранной прессе. Первое упоминание о Салавате Юлаеве за рубежом появилось в 1784 году в городе Галле (Германия), затем в 1799 году в Париже на французском языке. В России первые сведения о деятельности Салавата в период «пугачёвщины» были опубликованы в «Оренбургских ведомостях» за 1784 год: в них Салават, как и Емельян Пугачёв, был представлен как мятежник, «государственный злодей», разорявший заводы и деревни. Ф. Ю. фон Фрейману, взявшему Салавата в плен, принадлежит очерк на немецком языке «Getreue Darstellung der Expedition wider die jaikischen Kosaken, wie auch wider den Rebellen Pugutschew (Точное представление похода против яицких казаков и мятежника Пугачёва)» (1794), опубликованный в Германии в «Neue Nordische Miscellaneen», тт. VII и VIII на основании личных наблюдений.
В донесениях и партикулярных письмах заводчика Ивана Мясникова, состоявшего в конфликтных отношениях с башкирами из-за земельного вопроса, и генерал-поручика Ивана Деколонга, участвовавшего в подавлении восстания, отмечалось, что башкиры сжигали избы, убивали сельских жителей, «чинили разорения» заводам в Оренбургской губернии. Симбирский купец И. С. Мясников, занимавшийся горнодобывающей промышленностью и у которого вместе с братом Матвеем Мясниковым был конфликт с башкирами по поводу присвоения земли, так писал о действиях башкир под предводительством Салавата: 

«…и крестьянские домы выжгли до основания… мастеровых же и работных людей, сколко от прежняго забрания осталось, окроме только спасшихся от их злодейских рук уходом, побили до смерти, забрав с собою и с малолетними детьми, погнали как скотов, в дальние леса и в свои башкирския кочевья…»— 
В партикулярном письме 1774 года, отосланном из Уфимского уезда в Москву незадолго до взятия Салавата в плен, сообщалось о разорении демидовского завода, земли под который ранее были обманным путём выкуплены Демидовым у малограмотных башкир Мякотинской волости по 3—4 копейки за гектар:

«А они, злодеи — башкирцы, у нас всегда везде русаков губят; а 28 июня Каслинской и Каштымской господина Никиты Никитича Демидова завод оныя ж башкирцы все выжгли, как завод, так и селение, а с людьми что зделали, — о том ещё здесь не слышно»— 
Предпосылками для таких действий со стороны башкирских повстанцев стали насильственный захват земель, усиление колониального давления, злоупотребления со стороны местной администрации, вмешательство царского правительства во внутреннее управление башкир, а также жестокое подавление предыдущих восстаний 1735—1740 и 1755—1756 годов, в ходе которых были сожжены около тысячи башкирских деревень, а потери башкирского народа составили сотни тысяч человек. Многие участники войны 1773—1775 годов, включая отца Салавата — Юлая Азналина, были современниками и очевидцами тех событий.
А. С. Пушкин, изучавший документы касающиеся пугачёвского восстания, характеризовал бригадира Салавата Юлаева в «Истории Пугачевского бунта» как «злодея» и «мятежника», а вверенные ему силы называл «шайкою». При этом труд Пушкина подвергся личной цензуре со стороны Николая I. По его требованию в работу были внесены изменения, а название изменено с «История Пугачёва» на «История пугачёвского бунта». Значительная часть архивных материалов была скрыта от Пушкина. Основной комплекс документов, которые имелись в его распоряжении представляли собой военно-походную канцелярию генералов А. И. Бибикова и Ф. Ф. Щербатова за 1773—1774 годы и делопроизводство Секретной экспедиции Военной коллегии. Сведения о деятельности Юлаева встречаются также в работе историка и генерала Н. Ф. Дубровина «Пугачёв и его сообщники», использовавшего обширное количество архивных материалов из собрания Секретной следственной комиссии.
Согласно исследованиям А. И. Харисова, командующий царскими войсками против повстанцев П. С. Потёмкин в своём донесении Екатерине II признавал значимость Юлая и Салавата в судьбе башкир: «подлежательно по всей справедливости быть в сердце башкирского народа».
После либеральных реформ Александра II происходит смягчение цензуры. Появляются работы, в которых Салават Юлаев представлен в позитивном ключе. Принадлежат они революционерам-народникам, сочувствовавшим положению восставших против крепостнического уклада. Первый панегирик Салавату в русской литературе был написан «нечаевцем» Филиппом Нефёдовым в 1880 под названием «Движение среди башкир перед Пугачевским бунтом: Салават, башкирский батыр». Филипп Нефедов, автор первого в России самостоятельного труда, посвящённого фигуре Салавата, так описал настроения башкирской знати накануне восстания: 

«Юлай был вотчинник, человек богатый, умный и влиятельный… Местные власти относились к башкирскому старшине с доверием; недаром же Юлай участвовал в погоне за калмыками и ходил в Польшу усмирять польских конфедератов… Но башкирский старшина в действительности далеко не был тем, чем он так искусно умел казаться. На глазах у Юлая пылали башкирские селения, разорялся край; у него самого купцом Твердышевым отнята земля под Симский завод… Истый башкир, горячо любивший родину, Юлай не мог оставаться равнодушным зрителем; он маскировал свои чувства, но в душе оставался недоволен и таил месть. От такого отца родился Салават…»
Историк Руф Игнатьев называл Салавата батыром, патриотом и сравнивал его с Кази-Мулой и национальным героем северокавказских народов имамом Шамилем.
В советские годы и в современной России происходит популяризация Салавата и увековечивание его памяти. Стереотипное представление о том, что Салават Юлаев стал известен исключительно благодаря советским идеологам, является ошибочным, поскольку личность Салавата была популярна среди башкир ещё до Октябрьской революции. В советской историографии отмечались попытки историков дореволюционной эпохи принизить роль предводителей восстания и представить их как разбойников, ослеплённых злобой и жестокостью. Дореволюционные труды представляют собой в основном описательные работы, созданные без должной исторической критики используемых материалов. В положительном ключе рассматривал фигуру Салавата Юлаева историк М. Н. Покровский, благодаря которому были введены в научный оборот многочисленные документы, касающиеся истории крестьянской войны. В советские годы начинает систематически исследоваться башкирский фольклор, связанный с именем Салавата. Сбором произведений фольклора в начале XX века занимаются С. И. Руденко и М. А. Бурангулов.
В современной исследовательской литературе преодолеваются односторонние подходы к «пугачёвщине», с чем напрямую связано появление взвешенных трудов о Салавате Юлаеве и его роли в истории[прояснить].

## Память
Салават — норма башкирской идентичности.Алексей Иванов, «Хребет России»

Герб Республики Башкортостан

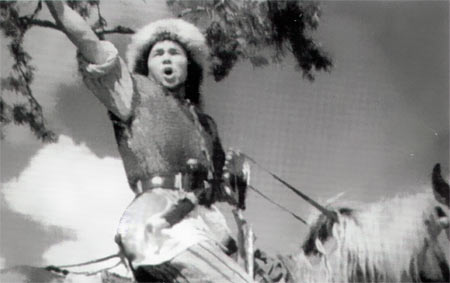
Арслан Мубаряков в роли Салавата Юлаева. Кадр из кинофильма «Салават Юлаев» (1940)

В настоящее время Салават Юлаев — национальный герой башкирского народа, является символом современного Башкортостана. Его именем названы район, город, улицы, культурно-просветительские учреждения.
Действует Музей Салавата Юлаева в родных местах Салавата — в селе Малояз Салаватского района Республики Башкортостан; филиал музея расположен в селе Алькино.
Именем Салавата Юлаева названы:
- город Салават в Башкортостане
- Салаватский район в Башкортостане
- хоккейный клуб «Салават Юлаев»
- ледовый дворец спорта в Уфе
- улицы и проспекты Салавата Юлаева во многих городах России, Украины, Казахстана и в Палдиски (Эстония)

Салавату Юлаеву посвящены:
- опера «Салават Юлаев», написанная Загиром Исмагиловым и поэтом Баязитом Бикбаем в 1955 году
- трагедия «Семь сновидений сквозь явь», Мустай Карим
- трагедия «Салават батыр», Флюр Галимов
- балет «Горный орёл» («Урал бөркөтө», 1959 год, либретто и музыка Х. Ф. Ахметова и Н. Г. Сабитова, хореография К. Д. Карпинской)
- фильм «Салават Юлаев», снятый в 1941 году в СССР режиссёром Яковом Протазановым.

В Республике Башкортостан учреждены:
- орден Салавата Юлаева
- Государственная премия имени Салавата Юлаева за лучшие произведения в области литературы, искусства и архитектуры (с 1967 года).

Памятники:

Памятник Салавату Юлаеву у здания парламента РБ (ул. Заки Валиди 40)

- Первый в республике памятник-бюст Салавату работы Т. П. Нечаевой установлен под открытым небом в его родных местах — в Салаватском районе в 1952 году.
- В 1989 году похожий памятник-бюст из кованой меди был установлен в эстонском городе Палдиски[49].
- В Уфе 17 ноября 1967 года открыт памятник Салавату Юлаеву работы осетинского скульптора С. Д. Тавасиева. Изображение этого памятника попало на герб Башкортостана.
- Копия памятника в санатории Увильды в Аргаяшском районе Челябинской области была установлена в 2005 году[50].
- Памятники-бюсты установлены в Салавате (бюст С. Юлаева), Баймаке, Сибае, Аскарово.
- В Красноуфимске 28 июня 2008 года был открыт памятник национальному герою, который был установлен на улице Салавата Юлаева.

Другое:

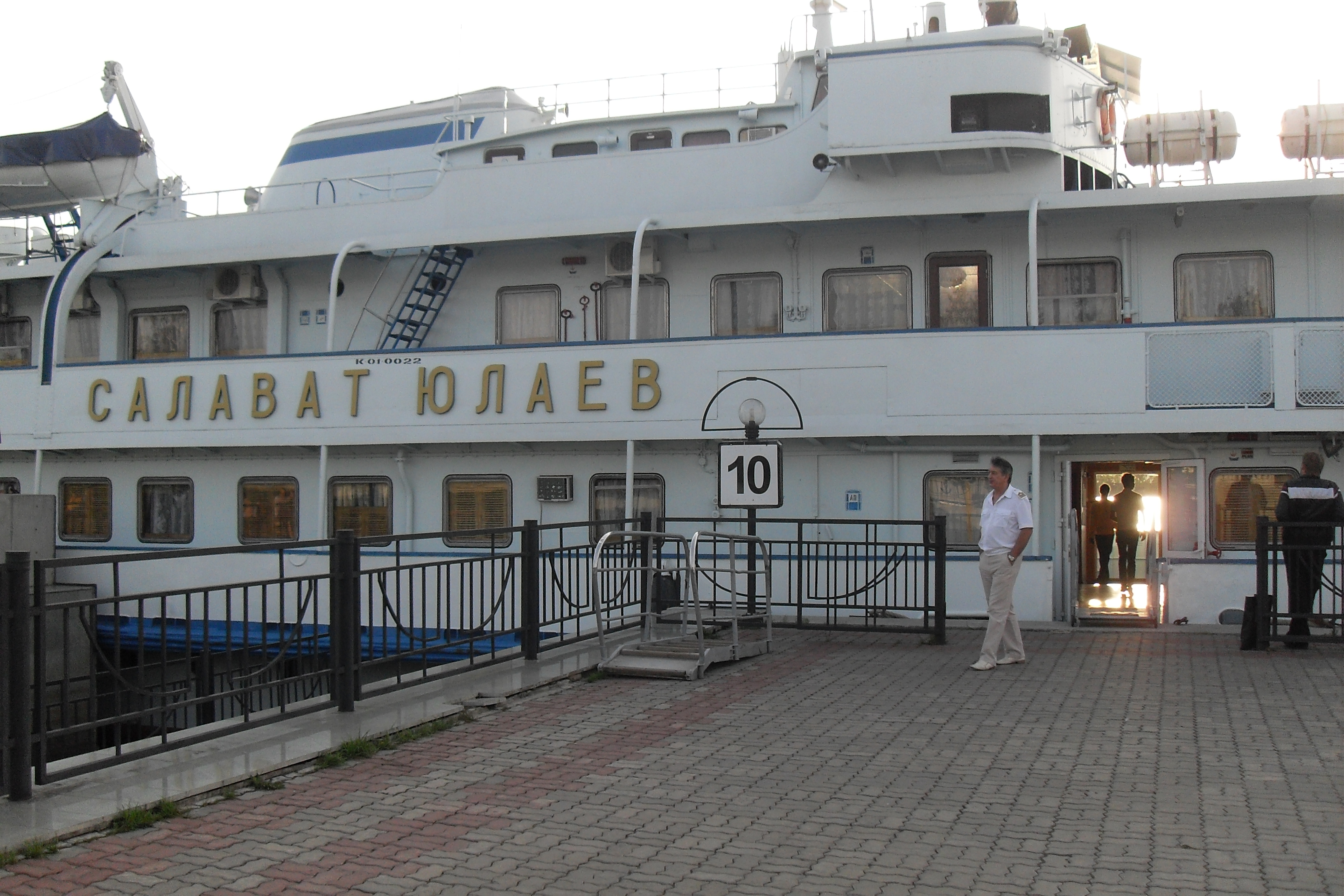
Именем «Салават Юлаев» назван двухпалубный теплоход

- В 1919—1920 годах политический отдел Башкирской отдельной кавалерийской дивизии издавал газету «Салават»[51].
- В годы Великой Отечественной войны имя Салавата Юлаева носили: истребительно-противотанковый артиллерийский полк, бронепоезд и другие подразделения.
- Образ Салавата Юлаева увековечен в башкирском и русском народном творчестве, в произведениях русских, башкирских, татарских, казахских, чувашских, удмуртских и марийских писателей.
- Ежегодно празднуются дни Салавата Юлаева[52]
- Ежегодно проводится республиканский фольклорный праздник Салауат йыйыны.
- Именем «Салават Юлаев» назван двухпалубный теплоход.
- В музее Салавата Юлаева в Малоязе, Салаватском районе Башкортостана хранится копия сабли Салавата Юлаева. Сабля эта без ножен, длиной 96 см, шириной 3 см, вогнутая. Ручка из жёлтой меди с изображением головы льва и украшениями из мелких камней. На лезвии несколько потухшая надпись на арабском языке, которую ученым не удалось расшифровать[53].
- Никарагуанский революционер, член социалистической партии Лопес Аугусто взял себе партийную кличку «Салават Юлаев»[54].

### В филателии

На почтовых марках и конвертах
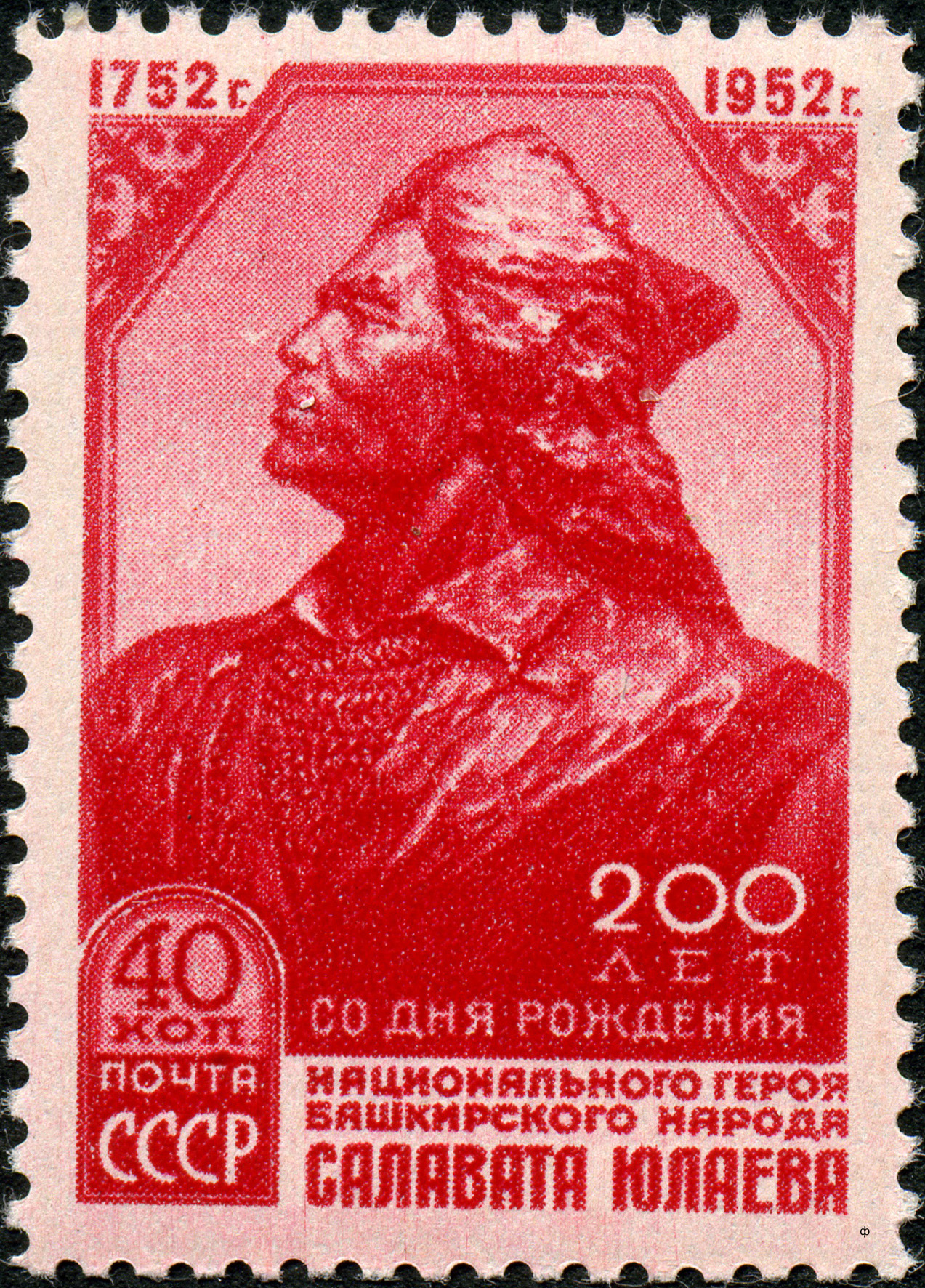
Почтовая марка СССР, 1952 год
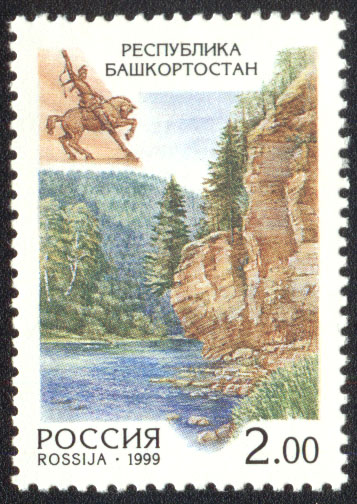
Почтовая марка России, 1999 год
Почтовый конверт России, 2004 год
Почтовый конверт России, 2004 год

### Биографы
Исследованием биографии Салавата Юлаева занимались историки, краеведы, писатели и журналисты: Виктор Владимирович Сидоров, Радик Шакирович Вахитов, Мирас Хамзович Идельбаев, Хайрулла Динмухаметович Кульмухаметов, Залялетдинов Ихсан Ялалович, Тархан Сагитович Загидуллин, Сайфуллин Абузар Хакимьянович, Сафин Вильмир Иштимирович, Степан Павлович Злобин и Инга Михайловна Гвоздикова. Салават Юлаев упоминается в «Истории Пугачёва» А. С. Пушкина.

## Комментарии
1. ↑  Точная дата рождения неизвестна. На допросе в Тайной экспедиции Сената 25 февраля 1775 Салават сказал, что «от роду ему двадцать первый год». День рождения в середине июня является условным[1].
2. ↑  Салавату Юлаеву приписывают около пятисот стихотворных произведений. Оригиналы произведений не сохранились, что проблематизирует точную атрибуцию их авторства[2].
3. ↑  Цитата: «А они, злодеи — башкирцы, у нас всегда везде русаков губят; а 28 июня Каслинской и Каштымской господина Никиты Никитича Демидова завод оныя ж башкирцы все выжгли, как завод, так и селение, а с людьми что зделали, — о том ещё здесь не слышно»[36].
4. ↑  Цитата: «…сообщники ево, Пугачева, бунтующия башкирцы, на четырёх медных: на Преображенском, Воскресенском, Верхоторском, Архангельском, на железных доменных: Юрюзянском, Симском, молотовом Усть-Катавском, на лесопилном Симском и в шести деревнях фабрики, магазейны, в плотинах вещняки и слань и всякое заводское строение и крестьянские домы выжгли»[38]